# Jewish Claims Conference
La Conference on Jewish Material Claims Against Germany, également appelée Claims Conference et Jewish Claims Conference (JCC) est une organisation créée en 1951 composée d'associations juives et dont le but est de réclamer des dédommagements pour les victimes du national-socialisme et les rescapés de la Shoah, mais aussi de subvenir à leurs besoins. Elle travaille également en direction des descendants des victimes et participe à la mémoire et aux recherches autour de la Shoah.
Le siège de l'organisation se trouve à New York mais des antennes existent également à Francfort, Vienne et Tel Aviv.
Deux associations basées en France représentent le droit des victimes auprès de la Claims Conference : l'Alliance israélite universelle et le CRIF.

## Principe et développement
Dès 1947, la Jewish Restitution Successor Organization fondée à New York, s'efforce d'intervenir auprès des Alliés qui occupent l'Allemagne de faire valoir le droit des victimes du nazisme.
En septembre 1951, le chancelier allemand Konrad Adenauer reçoit une série de réclamations venant de l’État d’Israël mais aussi d'une vingtaine d'associations juives du monde entier. Il s'adresse au parlement fédéral et initie alors un programme d'indemnisations. Un mois plus tard, Nahum Goldmann cofonde la Claims Conference qui fixe le cadre des réclamations aux aspects matériels et se donne pour but de représenter toute victime qui le souhaite auprès du gouvernement allemand. Le 23 septembre 1952, Adenauer, Goldmann et un représentant israélien signent deux protocoles : le premier engage l'Allemagne de l'Ouest à indemniser les victimes des persécutions nazies ; le second alloue un premier fonds de 450 millions de marks.
La Claims Conference s'assure par la suite de venir en aide aux rescapés en leur offrant assistance (sociale, médicale). Plus de 278 000 rescapés ont été ainsi aidés en recevant de la part du gouvernement allemand une pension à vie. Avant 1991, des efforts ont été entrepris pour aider des victimes vivant dans les pays sous influence soviétique.
Selon les officiels de la Claims Conference, le gouvernement allemand aurait versé à ce jour entre 60 et 70 milliards de dollars au titre des indemnisations et sous la forme de pensions.

## Polémiques
En mai 2006, le quotidien londonien The Jewish Chronicle révèle que le vice-président de Claims Conference, Gideon Taylor, reçoit un traitement annuel de 437 811 dollars. Certains commencent à critiquer ouvertement la gestion de l'organisation, comme Isi Leibler, ancien président du Congrès juif mondial. En 2008, un audit fut lancé afin de réduire les dépenses d'exploitation et les reconcentrer sur l'indemnisation.
En novembre 2010, le bureau du procureur des États-Unis et le FBI lancent une action en justice contre onze employés américains de la Claims Conference, soupçonnés d'avoir détournés près de 42 millions de dollars.